# 谭体元
谭体元（1834年—1866年），清廣西象州人，太平天国将领，封“偕王”。
清道光二十八年（1848年）加入拜上帝會，隨洪秀全在金田起兵。1860年在廣西與其他人帶領部下脫離石達開，返回天京當局控制區。後來以功封偕王。1864年天京失守後，譚體元在浙江淳安兵敗，部隊潰散，獨自逃到江西與汪海洋部會合。汪海洋在1866年初在廣東嘉應州（今梅州市）戰死後，餘部由谭体元统领，弃嘉应州南走。次日清軍追至，譚體元在作戰時墮山受傷，他的部隊不多久便全軍覆沒。譚體元負傷匿藏，最終被捕，在嘉應州被處死。
汪海洋、譚體元的部隊是當時長江以南最後一支具規模的太平軍，這支部隊的覆滅意味江南太平軍活動的結束。